# The Hidden Face

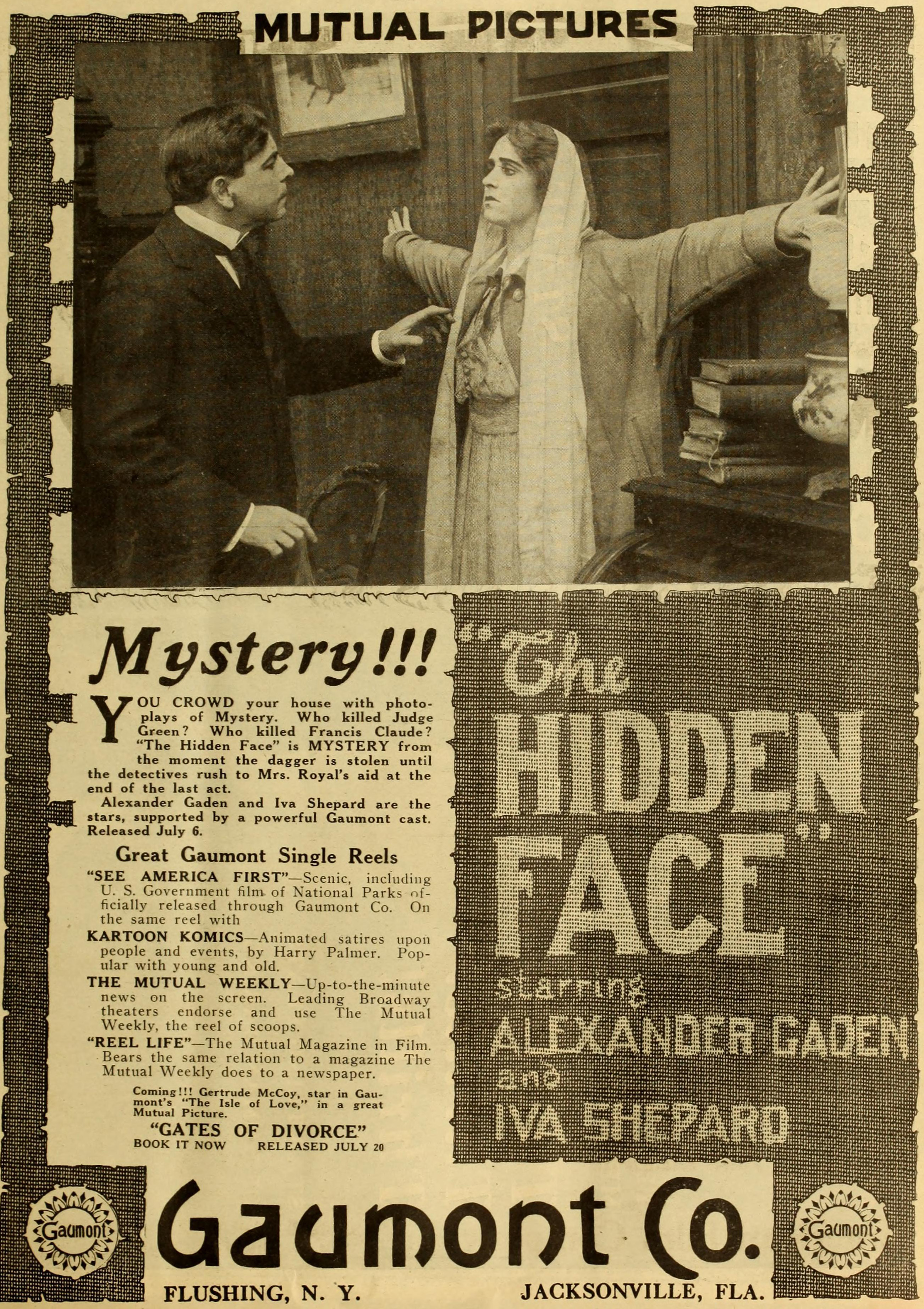
Article sur le film dans The Moving Picture World

The Hidden Face est un film américain réalisé par Edwin Middleton, sorti en 1916.

## Fiche technique
- Réalisation : Edwin Middleton
- Production :  Gaumont Company
- Date de sortie : 6 juillet 1916

## Distribution

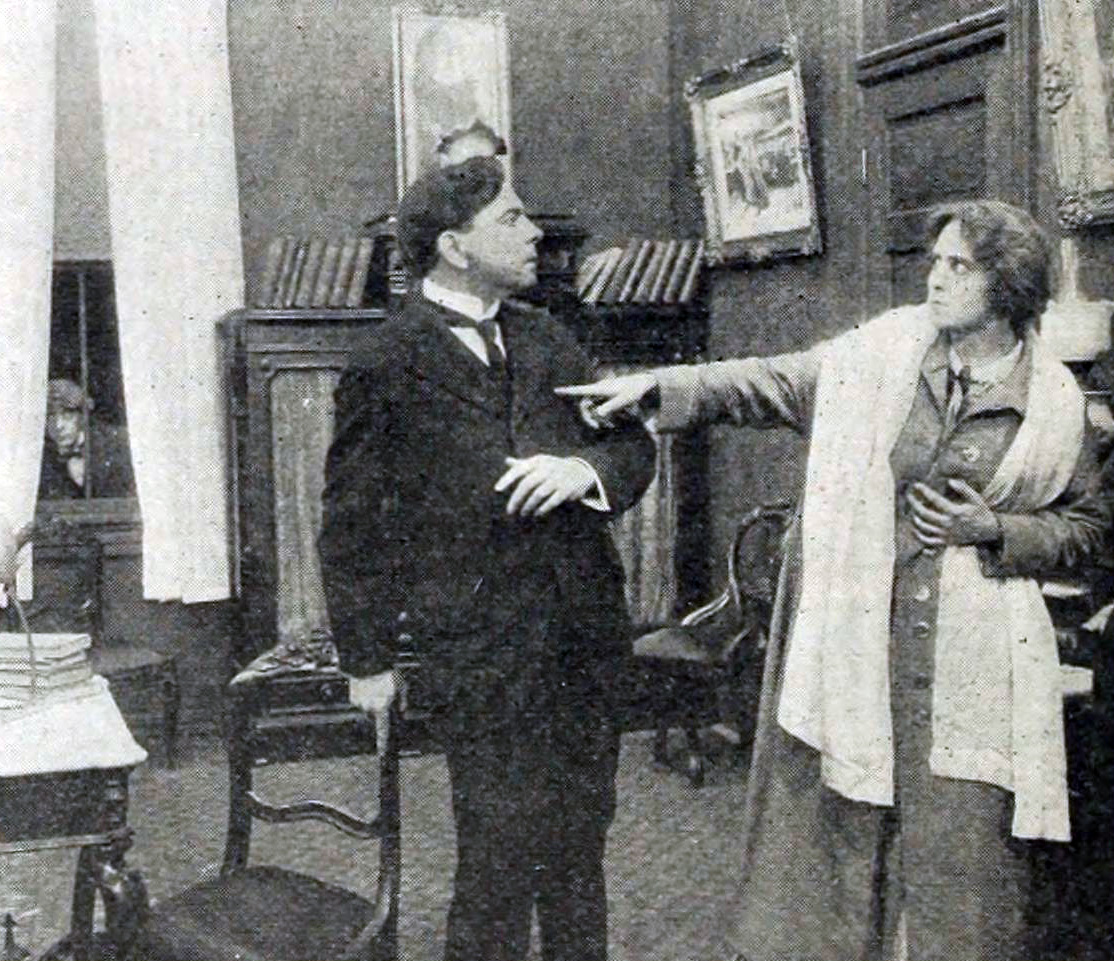
Scène extraite du film The Hidden Face

- Henry W. Pemberton : Francis Claude
- Iva Shepard : Grace Goodman / Mrs. Royal
- Mabel E. Treneer : May Royal
- John Reinhardt : Tom Carroll
- Alexander Gaden : Révérend Martin Preston
- Lucile Taft : Helen Claude
- James Levering : Juge Green
- Miles McCarthy : Jerry Drake